# 장흥 보림사 사천왕상 복장 진언·의식 관계 불서
보림사사천왕상복장진언ㆍ의식관계불서(寶林寺 四天王像 腹藏眞言ㆍ義式 關係 佛書)는 전라남도 장흥군 유치면 봉덕리, 보림사에 있는 조선시대의 불서이다. 1998년 8월 20일 전라남도의 유형문화재 제203호로 지정되었다.

## 개요
보림사는 전라남도 장흥군 가지산에 있는 절로, 860년 신라의 승려 체징에 의해 창건되었다. 이 책은 보림사 사천왕상의 배안에 넣어서 보관하던 유물 가운데 하나로, 모두 90종 166책이 나왔다.
보림사사천왕상의 배속에 들어있던 유물 중에서 가장 많은 책수를 보이고 있는데, 대부분 예수재(살아 생전에 미리 수행과 공덕을 닦아 두는 재의식)와 수륙재(물이나 육지에 있는 외로운 귀신이나 배고파 굶주리는 아귀에게 공양하는 법회)에 관련된 문헌들이다.
보림사에서는 사천왕상을 만들었던 무렵에 끊임없이 행사가 전개되었던 것으로 짐작되는데, 16∼18세기 사이의 보림사의 활발한 면모를 살펴볼 수 있는 자료이다.
이와 관련된 판본은 모두 90종에 달하고 있어 우리나라에서 가장 많은 종류와 책수를 소장하게 되었다. 이들 판본 중에 상당수가 임진왜란 이전에 간행된 유일본으로 조사되어 더욱 귀중한 가치가 있다.

## 참고 자료
- 보림사사천왕상복장진언ㆍ의식관계불서 - 국가유산청 국가유산포털